# Giorgia (arna)
Giorgia és un gènere monotípic d'arnes de la família Crambidae descrit per John Frederick Gates Clarke el 1965. Conté només una espècie, Giorgia crena, descrita pel mateix autor el mateix any, que es troba a l'Arxipèlag Juan Fernández, Xile.